# 유나이티드 항공 173편 추락 사고
유나이티드 항공 173편 추락 사고는 1978년 12월 28일 뉴욕에서 덴버를 거쳐 포틀랜드로 가던 유나이티드 항공의 DC-8-61이 연료 부족으로 포틀랜드의 교외에 추락한 사고을 말한다.

## 같이 보기
- 항공 안전